# Derk Jan Eppink

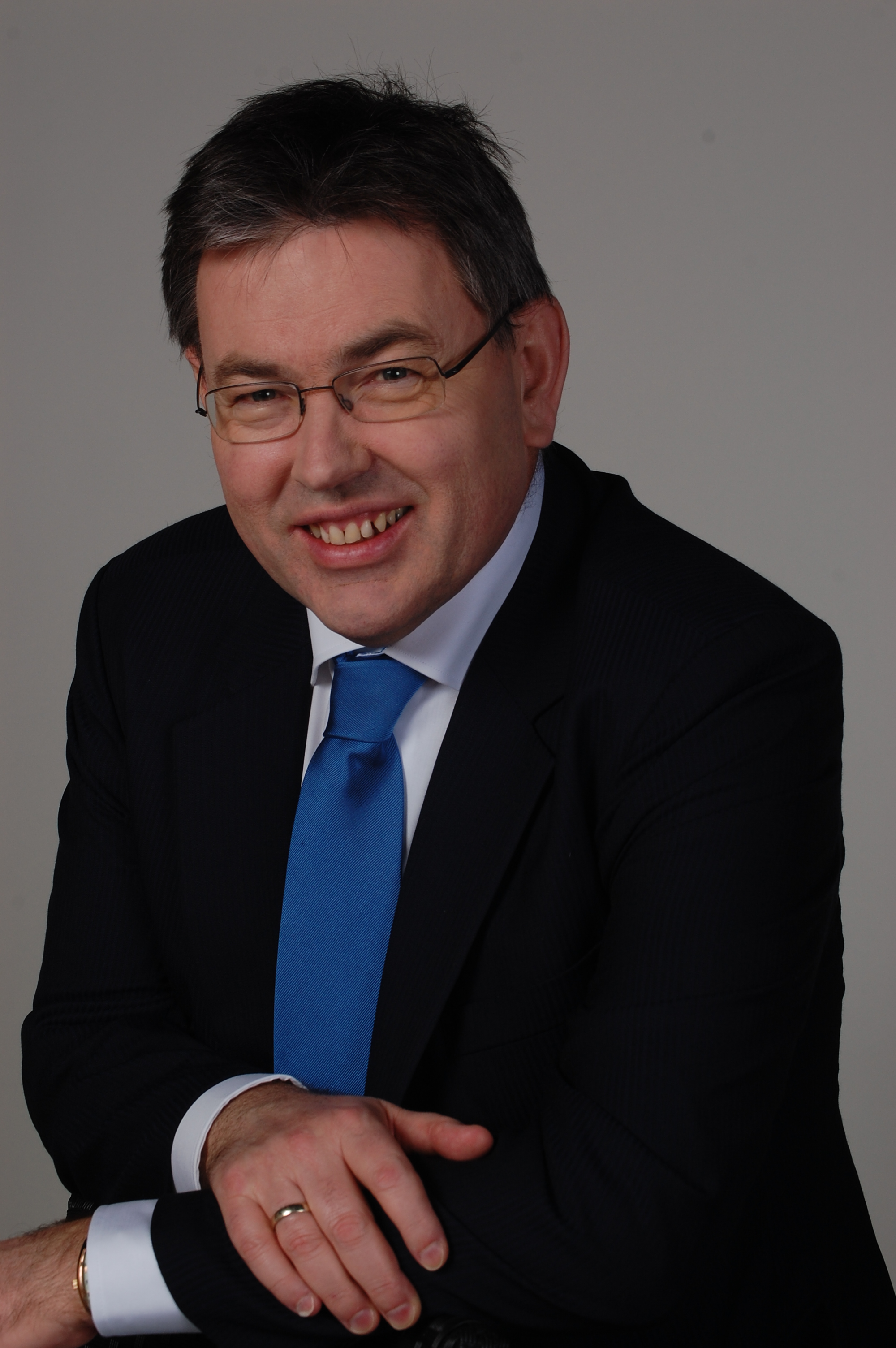
Derk Jan Eppink

Derk Jan Eppink (* 7. November 1958 in Steenderen) ist ein niederländischer Journalist und Politiker (JA21, früher FvD und LDD, Belgien). Seit 2021 ist er Abgeordneter im niederländischen Parlament. Er war von 2009 bis 2014 und von 2019 bis 2021 Mitglied des Europäischen Parlaments.

## Karriere
Eppink war als Journalist und Kolumnist bei verschiedenen Zeitungen und Zeitschriften wie De Standaard und Knack. 
Von 2009 bis 2014 saß er für die flämisch-belgische Partei Lijst DeDecker im Europäischen Parlament. Er rückte für Jean-Marie Dedecker nach, der das Mandat nicht annahm. Eppink war Mitglied im Ausschuss für Wirtschaft und Währung und in der Delegation für die Beziehungen zu den Vereinigten Staaten.
2019 war Eppink Spitzenkandidat der niederländischen FvD und zog für diese erneut in das Europäische Parlament ein, bevor er im Dezember 2020 zur neu gegründeten Partei JA21 wechselte. Am 30. März 2021 schied er aus dem Europäischen Parlament aus. Ihm folgte Michiel Hoogeveen nach. 
Seit dem 31. März 2021 gehört er für JA21 der Zweiten Kammer der Generalstaaten an.